# Grevillea decora
Grevillea decora là một loài thực vật có hoa trong họ Quắn hoa. Loài này được Domin miêu tả khoa học đầu tiên năm 1921.